# Współczynnik rozszerzalności
Współczynnik rozszerzalności – wielkość charakterystyczna dla danej substancji ilościowo charakteryzująca jej rozszerzalność cieplną. Jest to stała materiałowa, której wartość jest względną zmianą rozmiarów ciała przy zmianie temperatury o 1 K. Współczynnik rozszerzalności jest nieliniową funkcją temperatury. Dla większości materiałów zależność ta jest słaba, dlatego w niezbyt dużym zakresie temperatur wartość tego współczynnika można uznać za stałą.
W zależności od stanu skupienia i geometrii ciała złożonego z danej substancji, wyróżnia się współczynnik rozszerzalności liniowej i objętościowej.

## Współczynnik rozszerzalności liniowej
Dla ciał stałych określa się zazwyczaj współczynnik charakteryzujący względną zmianę rozmiarów liniowych, czyli współczynnik rozszerzalności liniowej. Zdefiniowany jest on wzorem
{\displaystyle \alpha ={\frac {\Delta l}{l}}{\frac {1}{\Delta T}},}
gdzie:
{\displaystyle l} – dowolny wymiar liniowy ciała (długość, szerokość, wysokość, grubość),
{\displaystyle \Delta l} – zmiana tego wymiaru na skutek zmiany temperatury,
{\displaystyle \Delta T} – zmiana temperatury ciała.

### Wartości współczynników rozszerzalności liniowej dla wybranych substancji
| Substancja      | Zakres temperatur [°C] | α [10−6/K] |
| --------------- | ---------------------- | ---------- |
| bizmut          | 17–100                 | 13,5       |
| brąz            | 20                     | 18         |
| chrom           | 0–100                  | 8,4        |
| cynk            | 18–100                 | 27         |
| gips (kryształ) | 12–25                  | 25         |
| grafit          | 50                     | 6,5        |
| inwar           | 17–100                 | 0,44       |
| iryd            | 17–100                 | 6,6        |
| kadm            | 18–43                  | 24,7       |
| kaolin          | 15–1000                | 5,31       |
| konstantan      | 0–16                   | 12,2       |
| krzem           | 3–18                   | 2,5        |
| kwarc topiony   | 0–80                   | 0,43       |
| manganin        | 18                     | 18,1       |
| marmur (biały)  | 15–100                 | 2          |
| miedź           | 18                     | 16,5       |
| molibden        | 0–100                  | 5,2        |
| nikiel          | 0–100                  | 13         |
| ołów            | 17–100                 | 29,3       |
| potas           | 0–50                   | 83         |
| rod             | 6–21                   | 8,76       |
| selen           | 0–60                   | 58,4       |
| siarka rombowa  | 13–50                  | 74,33      |
| sód             | 0–50                   | 72         |
| srebro          | 0–100                  | 18,7       |
| szkło crown     | 0–100                  | 9          |
| szkło flint     | 0–100                  | 7          |
| tantal          | 0–100                  | 6,5        |
| wolfram         | 0–100                  | 4,5        |
| złoto           | 17–100                 | 14,3       |
| żelazo          | 0–100                  | 11         |

### Anizotropia współczynnika rozszerzalności liniowej
Substancje o anizotropowej strukturze mogą wykazywać również anizotropię rozszerzalności liniowej. Substancjami takimi są kryształy i niektóre substancje organiczne. Przykłady takich substancji i stopień anizotropii w nich występujący pokazuje tabela:
| Substancja         | zakres temperatur (°C) | α minimalny (10−6/K) | α maksymalny (10−6/K) |
| ------------------ | ---------------------- | -------------------- | --------------------- |
| drewno dębowe      | 2–34                   | 4,9                  | 54,4                  |
| drewno bukowe      | 2–34                   | 2,6                  | 61,4                  |
| kwarc krystaliczny | 40                     | 7,81                 | 14,19                 |
| szpat islandzki    | 40                     | 5,4                  | 26,2                  |

W kryształach wartość współczynnika zależy od tego, czy badany wymiar jest równoległy, czy prostopadły do osi kryształu. W przypadku drewna, współczynnik rozszerzalności osiąga wartość maksymalną w kierunku prostopadłym do słojów.

## Współczynnik rozszerzalności objętościowej
W przypadku płynów częściej stosuje się współczynnik charakteryzujący względną zmianę objętości, czyli współczynnik rozszerzalności objętościowej. Współczynnik ten określa wzór
{\displaystyle \beta ={\frac {\Delta V}{V}}{\frac {1}{\Delta T}},}
gdzie:
{\displaystyle V} – objętość płynu,
{\displaystyle \Delta V} – zmiana objętości wynikająca ze zmiany temperatury.

### Wartości współczynników rozszerzalności objętościowej dla wybranych cieczy
W tabeli podane są wartości współczynników rozszerzalności objętościowej
| Substancja               | β (10−6/K) |
| ------------------------ | ---------- |
| aceton                   | 1487       |
| alkohol metylowy         | 1259       |
| alkohol etylowy          | 1101       |
| anilina                  | 855        |
| benzen                   | 1237       |
| brom                     | 1113       |
| chloroform               | 1273       |
| eter etylowy             | 505        |
| gliceryna                | 500        |
| kwas solny (25%)         | 585        |
| kwas węglowy (bezwodnik) | 1071       |
| pentan                   | 1608       |
| rtęć                     | 181        |
| toluen                   | 1099       |
| woda                     | 210        |

### Zależność między współczynnikami
Współczynnik rozszerzalności objętościowej substancji można wyznaczyć znając współczynnik rozszerzalności liniowej tej substancji. Na przykład dla substancji izotropowej objętość sześciennego ciała można zapisać
{\displaystyle V=l^{3},}
gdzie {\displaystyle l} jest długością krawędzi sześcianu. Wykorzystując wzór na przyrost długości, wzór ten można wyrazić w postaci
{\displaystyle V(t)=l_{0}^{3}\left(1+\alpha t\right)^{3},}
gdzie {\displaystyle V(t)} jest objętością sześcianu po podniesieniu jego temperatury o {\displaystyle t,} a {\displaystyle V_{0}} jest początkową objętością tego sześcianu. Ponieważ współczynnik α jest bardzo małą liczbą, jego wyższe potęgi są jeszcze dużo mniejsze i można je pominąć. Wówczas zależność objętości od temperatury przybiera postać
{\displaystyle V=V_{0}(1+3\alpha t),}
skąd wynika, że
{\displaystyle \beta =3\alpha .}
Dla substancji anizotropowych związek ten jest trochę bardziej złożony, ponieważ zależy od stopnia anizotropii.

### Współczynnik rozszerzalności objętościowej gazów
Współczynniki rozszerzalności objętościowej gazów mają stosunkowo duże wartości a równocześnie gazy są ściśliwe. Zatem współczynnik rozszerzalności jest w tym przypadku definiowany tak, jak dla cieczy, przy dodatkowym warunku, że ciśnienie gazu pozostaje stałe. Dla gazu doskonałego można wyznaczyć wartość tego współczynnika z równania Clapeyrona
{\displaystyle pV=nRT,}
gdzie:
{\displaystyle p} – ciśnienie gazu,
{\displaystyle n} – liczba moli,
{\displaystyle R} – stała gazowa.
Różniczkując to równanie (przy {\displaystyle p=\mathrm {const} }), otrzymuje się
{\displaystyle pdV=nRdT.}
Dzieląc oba równania stronami, otrzymuje się współczynnik rozszerzalności objętościowej
{\displaystyle {\frac {dV}{V}}={\frac {dT}{T}},}
{\displaystyle {\frac {dV}{V}}{\frac {1}{dT}}={\frac {1}{T}},}
{\displaystyle \alpha ={\frac {1}{T}}.}
Wynika stąd, że dla temperatury 0 °C dla wszystkich gazów
{\displaystyle \alpha ={\frac {1}{273{,}16}}{\frac {1}{\text{K}}}\approx 3660{,}9\cdot 10^{-6}\,{\frac {1}{\text{K}}}.}
Dla gazów rzeczywistych wartość współczynnika odbiega trochę od tej wartości. Rozbieżność ta zależy od temperatury krytycznej danego gazu i wartości ciśnienia. Na przykład dla azotu wartość współczynnika rozszerzalności wyraża wzór
{\displaystyle \alpha =(3660{,}9-12{,}7p)\cdot 10^{-6}\,{\frac {1}{\text{K}}},}
gdzie {\displaystyle p} jest ciśnieniem azotu.

## Współczynnik rozszerzalności powierzchniowej
Współczynnik ten definiuje się dla ciał o dużych powierzchniach i stosunkowo małych grubościach, np. blach, arkuszy, płyt itp. Określa się go analogicznym wzorem
{\displaystyle \sigma ={\frac {\Delta S}{S}}{\frac {1}{\Delta T}},}
gdzie:
{\displaystyle S} – powierzchnia ciała,
{\displaystyle \Delta S} – przyrost powierzchni przy wzroście temperatury o {\displaystyle \Delta T.}
W przypadku substancji izotropowej współczynnik {\displaystyle \sigma } jest powiązany ze współczynnikiem {\displaystyle \alpha } następującym przybliżonym wzorem
{\displaystyle \sigma =2\alpha .}
Zależność tę można wyprowadzić w sposób analogiczny jak zależność pomiędzy {\displaystyle \alpha } i {\displaystyle \beta .}